# Empyeem
Een empyeem is opeenhoping van pus binnen een bestaande anatomische ruimte in het lichaam. Het moet onderscheiden worden van een abces, waarbij pus zich vormt in een nog niet bestaande ruimte. In de (humane) geneeskunde ontstaat een empyeem het vaakst in de pleuraholte. Andere belangrijke organen waar een empyeem kan ontstaan, zijn de baarmoeder (pyometrium) en de appendix (gecompliceerde appendicitis).
- pleuraal empyeem (pleuraholte)
- pyometra (baarmoeder)
- appendicitis (appendix)
- subduraal empyeem
- septische artritis (gewrichten)
- Cholecystitis (galblaas)